# Martin Nowak
Martin Andreas Nowak é professor de biologia e matemática e diretor do programa de Dinâmica da Evolução na  Universidade de Harvard.

## Carreira
Estudou bioquímica e matemática na Universidade de Viena, obteve seu doutorado em 1989 trabalhando com Peter Schuster na teoria das quase espécies  e com Karl Sigmund na evolução da cooperação. Em 1989 mudou para a Universidade Oxford como um scholar Erwin Schrödinger para trabalhar com Robert May. Em 1998 mudou novamente para o Instituto de Estudos Avançados de Princeton para estabelecer o primeiro programa em Biologia teórica. Em  2003, Nowak foi selecionado pela  Universidade Harvard como professor de matemática e biologia. è o diretor do Programa da Dinâmica da Evolução que foi iniciado com verba de uma doação de 310 milhões de dólares doados por Jeffrey Epstein e sua fundação, amigo de Nowak e que já o finaciara antes..
Nowak trabalha na dinâmica de doenças infecciosas, genética do cancer, na evolução da cooperação e na linguagem humana
Venceu vários prêmios importantes e seu livro Evolutionary Dynamics: Exploring the Equations of Life publicado em 2006 foi aclamado pela crítica especializada.
Em 2010, materia publicada por Nowak, E.O. Wilson e C. Tarnita na Nature argumentava que a teoria padrão da seleção Natural representa uma solução  mais simples e melhor que a teoria de seleção de parentesco na evolução da eusocialidade  . Este trabalho foi duramente criticado pelos proponentes da teoria do exercício inclusivo. Nowak manteve a posição que as descobertas em sua publicação eram conclusivas e que o campo da evolução social deveria se mover por sobre as limitações impostas por essa teoria.

### Supercoperadores
Em 2011 seu livro "Supercoperators:The Mathematics of Evolution, Altruism and Human Behaviour (Or, Why We Need Each Other to Succeed)" foi publicado em co-autoria com Roger Highfield.
Manfred Milinski na Nature descreveu o livro como parte autobiografia, parte manual e lido como uma novela best seller e sugeriu que embora Nowak estivesse certo quanto à necessidade das teorias do parentesco necessitarem de revisão, era muito cedo para revelar qual ideia sobraria dos testes empíricos. Já David Willetts, no Financial Times, descreveu o livro como como um excelente exemplo do uso da razão da biologia evolucionária, a teoria dos jogos e neurociências para entender o desenvolvimento da cooperação na sociedade e sugeriu que todos os políticos poderiam se inspirar e tirar novas ideias dos recursos intelectuais desse excitante enfoque 